# Максимальна гармонізація
Максима́льна гармоніза́ція — термін, який використовується в законодавстві Європейської Унії.
Якщо законодавчий акт  (зазвичай директива, але іноді також регламент) описується як максимальна гармонізація, національне законодавство не може виходити за рамки законодавства. На практиці це забороняє перевищення регулювання законодавства ЄУ під час його транспонування в національне законодавство.
Це також може призвести до скасування або зміни чинного національного законодавства, як, наприклад, вплив Директиви про недобросовісну комерційну практику на британський Закон про торговельні описи 1968 року.
Традиційно європейське законодавство розроблялося на такій основі було досить рідко. Проте дерегуляція зросла в політичному порядку денному в ЄУ, як і занепокоєння, що держави-члени час від часу використовують імплементацію законодавства ЄУ на національному рівні як можливість потурати кулуарному протекціонізму.
Досить часто директива чи рекомендація складаються з суміші положень про максимальну та мінімальну гармонізацію.